# Mistrzostwa świata w szachach 1935
Mecz pomiędzy aktualnym mistrzem świata - Aleksandrem Alechinem, a holenderskim szachistą amatorem Machgielisem Euwe rozegrany w trybie "wędrownym" w dniach 3 X - 15 XII 1935 r. Mecz miał się składać z 30 partii, a zwyciężał ten, kto pierwszy osiągnął 15,5p. W przypadku remisu tytuł zachowywał Alechin.

## Miasta, w których grano
Amsterdam, Haga, Delft, Rotterdam, Utrecht, Gouda, Groningen, Baarn, ’s-Hertogenbosch, Eindhoven, Zeist, Ermelo i Zandvoort

## Przebieg meczu
Początkowo przewaga była po stronie Alechina, który po czterech partiach prowadził już 3 – 1, a po siedmiu 5 – 2. Nadużywającemu alkoholu mistrzowi zaczęło się jednak pogarszać zdrowie. Na dystansie od VIII do XIV partii przegrał On wszystkie partie, w których grał czarnymi. Po XIV partiach Euwe zdołał wyrównać a po remisie w XV wynik brzmiał 7½ – 7½.
Alechin wygrał XVI i XIX partię, przegrał jednak XX, XXI, XXV i XXVI. Wygrał co prawda XXVII, ale zaledwie zremisował w trudnych dla Euwego partiach XXVIII i XXIX. Przed ostatnią partią Euwe prowadził 15 – 14 i do zwycięstwa wystarczył mu już tylko remis. Przed jej rozpoczęciem Euwe oświadczył, iż w każdej pozycji przyjmie propozycję remisową. Alechin musiał wygrać, dlatego zaczął ryzykować. Jednak po 40 posunięciach, będąc w pozycji całkowicie beznadziejnej, złożył propozycję remisu, którą Euwe, jako człowiek honoru przyjął.

## Wyniki w poszczególnych partiach
|                   | 1 | 2 | 3 | 4 | 5 | 6 | 7 | 8 | 9 | 10 | 11 | 12 | 13 | 14 | 15 | 16 | 17 | 18 | 19 | 20 | 21 | 22 | 23 | 24 | 25 | 26 | 27 | 28 | 29 | 30 | Punkty |
| ----------------- | - | - | - | - | - | - | - | - | - | -- | -- | -- | -- | -- | -- | -- | -- | -- | -- | -- | -- | -- | -- | -- | -- | -- | -- | -- | -- | -- | ------ |
| Aleksandr Alechin | 1 | 0 | 1 | 1 | ½ | ½ | 1 | 0 | 1 | 0  | ½  | 0  | ½  | 0  | ½  | 1  | ½  | ½  | 1  | 0  | 0  | ½  | ½  | ½  | 0  | 0  | 1  | ½  | ½  | ½  | 14½    |
| Max Euwe          | 0 | 1 | 0 | 0 | ½ | ½ | 0 | 1 | 0 | 1  | ½  | 1  | ½  | 1  | ½  | 0  | ½  | ½  | 0  | 1  | 1  | ½  | ½  | ½  | 1  | 1  | 0  | ½  | ½  | ½  | 15½    |